# Enka
Enka je igra s kartami za od 2 do 8 igralcev. Igro kot tako si je leta 1971 zamislil Merle Robbins, medtem ko se je prepiral s svojim sinom glede pravil igre Crazy Eights. Zaradi tega je Enka zelo podobna omenjeni igri. Kljub temu, da je igra prvotno nastala v ZDA, je njen uradni naziv Uno (italijansko "ena"), kar v slovenščini prevajamo v Enka oziroma Karte ena, Vendar so pravila slovenske enke drugačna od Uno igre.
Če se predaš moraš na naslednjo igro čakati 3 igre preden se lahko vključis v igro.

## Cilj igre
Cilj igre je, da se v najkrajšem možnem času znebimo vseh 6 kart, ki smo jih prejeli ob delitvi kart. Seveda je potrebno pri tem upoštevati določena pravila glede odlaganja kart.

## Pravila igre
- Vsak igralec dobi 6 kart, ostale karte postavimo na sredino mize, vrhnjo karto pa obrnemo, s pravo stranjo navzgor.

- Vsak igralec, ki je na vrsti, odloži eno karto. Če ustrezne karte nima, vzame s kupa na sredini eno karto. Če tudi ta ni ustrezna, nadaljuje igro naslednji igralec. Igralec lahko odloži karto takrat, ko ima karto enake barve ali pa karto, ki sicer nima enake barve, ima pa enako številko kot karta, ki je obrnjena s pravo stranjo navzgor.Lahko jih , da več. IGRALEC IGRO NE MORE KONCAT Z 2+,4+,5+

Primer: Če je na vrhu kupa modra 4, lahko igralec odloži katerokoli modro karto ali pa karto katerekoli barve s številko 4.

## Posebne karte
Igralni komplet za igro je sestavljen iz 7 vrst kart:
- navadna karta:

Lahko je obarvana s štirimi različnimi barvami (zeleno, modro, rumeno in rdečo) in številkami od 0 do 8. Ta vrsta kart je v igri najštevilčnejša (9*4*2=72). 
- karta STOP

Če je zadnja karta na kupu npr. rdeča, lahko odložimo rdečo kartico STOP. Igralec, ki je na vrsti za nami, ne sme igrati in igro nadaljuje naslednji igralec.
- karta NAZAJ karta

Če igralec odloži karto NAZAJ, se igra obrne v nasprotno smer.
- karta VZEMI 2

Igralec, ki je naslednji na vrsti, mora vzeti 2 karti, ne sme pa nobene odložiti.
- karta MENJAJ BARVO

To karto lahko igralec uporabi kadarkoli namesto katerekoli karte in izbere barvo, ki mu najbolj ustreza. Naslednji igralec mora igrati z barvo, ki jo je določil igralec pred njim.
- karta VZEMI 4 IN IZBERI BARVO

To karto lahko položimo kadarkoli in izberemo barvo, ki nam najbolj ustreza. Naslednji igralec mora vzeti 4 karte s kupa, odložiti pa ne sme nobene.
- karta PRESKAKOVANJE

Igralec, ki je na vrsti, odloži npr. modro 4. Naslednji igralec, ki je na vrsti, mora odložiti ustrezno karto. Če ima kdo izmed igralcev enako karto, tj. modro 4, jo lahko odloži. Če je pri tem hitrejši od tekmeca, prekine krog in igra se nadaljuje od njega naprej.

## Konec igre
Ko igralec odloži predzadnjo karto, mora glasno reči "ENA", tudi v primeru, če odloži več kart zaporedoma in zaključi igro. Če na to pozabi, mora vzeti s kupa 1 karto. Igralec, ki odloži zadnjo karto, je zmagovalec. Ostali preštejejo vrednost kart, ki so jim ostale v rokah. Končni zmagovalec je igralec z najmanj točkami.

## Podobne igre
Enki zelo podobna igra je tradicionalna igra s francoskim kompletom kart imenovana Mau Mau. Pri tej igri navadne karte prevzamejo funkcijo »posebnih kart« po naslednjem ključu: 
- sedemka: vzemi 2
- osemka: karta stop
- fant: sprememba barve

Ko igralec izigra predzadnjo karto, to oznani z besedo »mau« in ko vrže zadnjo karto pove »mau mau«.
Tudi zelo podobna igra Enki je igra Upss! Ena. Ta ima enaka pravila kot Enka razen da ima drugačne karte.